# آندریوس اسکرلا
آندریوس اسکرلا (لیتوانیایی: Andrius Skerla؛ زادهٔ ۲۹ آوریل ۱۹۷۷) بازیکن سابق و مربی فوتبال اهل لیتوانی است.
از باشگاه‌هایی که در آن بازی کرده‌است می‌توان به باشگاه ورزشی پی‌اس‌وی آیندهوون، باشگاه فوتبال یاگلونیا بیاویستوک، باشگاه فوتبال ژالگیریس، و باشگاه فوتبال دانفرملین اتلتیک اشاره کرد.
وی همچنین در تیم ملی فوتبال لیتوانی بازی کرده‌است.